# هنري فرانك جونز
هنري فرانك جونز هو محامي وسياسي كندي، ولد في 21 أغسطس 1920 في لويدمنستر في كندا، وتوفي في 4 مارس 1964. حزبياً، نشط في الحزب الكندي التقدمي المحافظ. وقد انتخب عضو مجلس العموم الكندي.